# Monkey Linux
Monkey Linux – historyczna dystrybucja Linuksa, która pracuje na partycji FAT (dzięki specjalnemu systemowi plików UMSDOS) i zajmuje kilka dyskietek. Jej autorem jest Czech, Milan Keršláger. Od wersji 0.7 (1999 r.) dystrybucję tworzy Marek Dankowski. Doraźnie pomagał amerykański informatyk Pat Villani.
Wymagania wersji 1.0.1:
- procesor klasy 386 SX
- 4 MB RAM
- 17,5 MB na dysku (19 MB w wersji PL)
- 8 MB pliku wymiany
- karta graficzna VGA dla uruchomienia X Window System